# 天主教圣十字堂 (奥格斯堡)

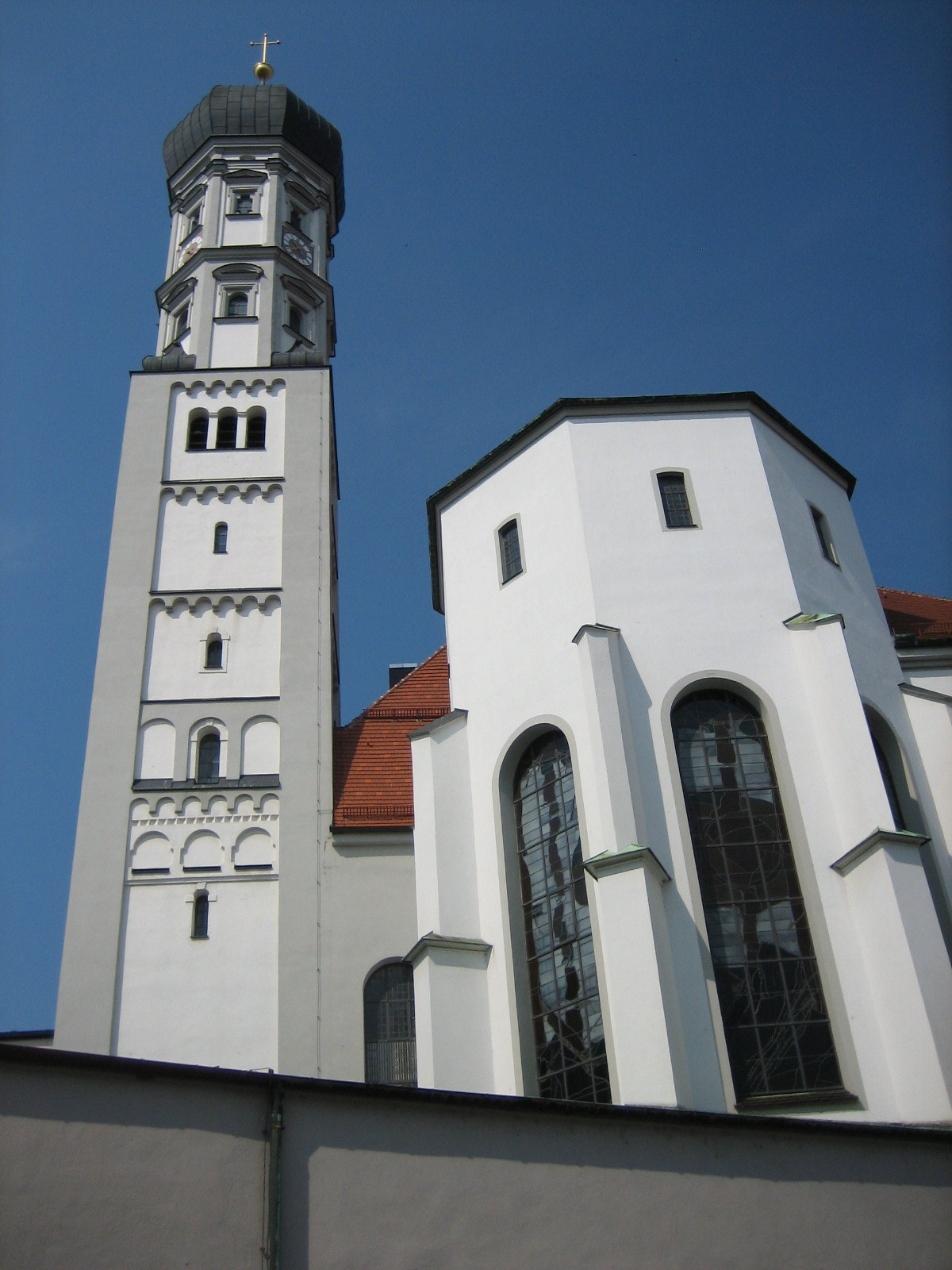
奥格斯堡天主教圣十字堂

天主教圣十字堂（德語：Katholische Heilig-Kreuz-Kirche）是一座罗马天主教教堂，位于德国南部巴伐利亚州城市奥格斯堡。虽然它的历史可以追溯到1143年，最初是一个济贫院小堂，目前的哥特式教堂建于1508年。在第二次世界大战中轰炸破坏之后，重建工作于1949年完成。
该堂旁边就是福音派圣十字堂。

## 历史
圣十字济贫院原址位于奥格斯堡城墙外。这个名字源于一个古老的十字架遗迹，在教区博物馆仍然可以看到。在12世纪晚期，奥格斯堡主教将济贫院交给奥斯定会管理。13世纪初，为堂区教友建造了一座小型木制教堂，还有一座简单的修道院。
据说在1194年发生了一个奇迹，当时一个女人把一块圣体带回家。时间越长，它似乎越变成一个神秘的血红物体。五年后，她终于承认了自己的罪，把圣体还给神父。奇迹被宣布后，教堂成为热门的朝圣目的地。
一座木制教堂塔建于1200年，建于罗马时代的坟墓上，但在1314年被烧毁。 因此，第二年，一座罗马式风格的石头教堂和一座新修道院一起建成。1502年，对罗马式建筑不满意，维特斯·法克勒神父建造了一座大型哥特式教堂，可能由伯克哈特·恩格尔伯格（Burkhart Engelberg）负责设计。1508年完工后， 增加了一座更高的塔楼和铜屋顶（1514–1517）。1627年，约翰内斯·沙尔神父为教堂提供了一个新的祭坛、座位和讲坛。1716年，在奥古斯丁·冯·伊姆霍夫神父的领导下，约翰·雅各布·赫科默完成了向 巴洛克风格的全面转型。
1944年2月，该堂的外墙和管风琴受轰炸损坏严重，1949年完成了艰苦的重建工作。邻近的修道院大楼的维修工作于1958年完成。